# سگایون
سگایون (به انگلیسی: Sagayun) یک منطقهٔ مسکونی در پاکستان است که در خیبر پختونخوا واقع شده‌است.